# Drilus flavescens
Drilus flavescens  è un coleottero appartenente alla famiglia Drilidae.

## Descrizione
Drilus flavescens è una specie con uno spiccato dimorfismo sessuale. Il maschio, lungo 5-8 mm, presenta una forma allungata e ha l'addome molto più lungo rispetto al capo ed al torace. Le antenne sono divergenti. Le elitre presentano una colorazione rossiccia che si contrappone al nero del torace. 
La femmina, più grande, è priva di elitre e assomiglia ad un bruco senza ali, ha antenne brevi ed è una predatrice di chiocciole.
il maschio trascorre gran parte della sua vita tra i fiori e le erbe, la femmina al suolo.

## Riproduzione
Le uova vengono deposte dentro ai gusci vuoti di chiocciola. Le larve, simili a vermi robusti e cilindrici, vanno a caccia di altre chiocciole che normalmente impiegano un paio di settimane per consumare. Il loro sviluppo dura 2 o 3 anni.

## Biologia
Gli Drilus flavescens non sono abili volatori.

## Distribuzione e habitat
Questo coleottero vive in Europa sud occidentale (Germania, Francia, Spagna Austria e Italia).